# Championnat du Mékong des clubs
Le Championnat du Mékong des clubs est une compétition régionale asiatique de clubs de football disputée entre les clubs de la région du Mékong vainqueurs de leur championnat ou de leur Coupe nationale. 
Elle réunit des équipes de Thaïlande, du Cambodge, du Viêt Nam, de Birmanie et du Laos.

## Palmarès
| Année | Vainqueur             | Score         | Finaliste           | Lieu                     |
| ----- | --------------------- | ------------- | ------------------- | ------------------------ |
| 2014  | Becamex Bình Dương FC | 4 - 1         | Ayeyawady United    | Thủ Dầu Một, Viêt Nam    |
| 2015  | Buriram United        | 1 - 0         | Boeung Ket Angkor   | Bangkok, Thaïlande       |
| 2016  | Buriram United        | 0 - 1 / 2 - 0 | Lanexang United     | Vientiane / Pathum Thani |
| 2017  | Muangthong United     | 3 - 1 / 4 - 0 | Sanna Khánh Hòa BVN | Hanoï / Bangkok          |